# Heeresgruppe Oberrhein
Il Gruppo d'armate Alto Reno (tedesco: Heeresgruppe Oberrhein) si riferisce ad un gruppo di armate, nell'ambito della Wehrmacht, costituito durante la Seconda guerra mondiale.

## Comandanti
- 23 gennaio - 28 gennaio 1945, SS-Oberstgruppenführer Paul Hausser